# Światowe Dni Młodzieży 2013

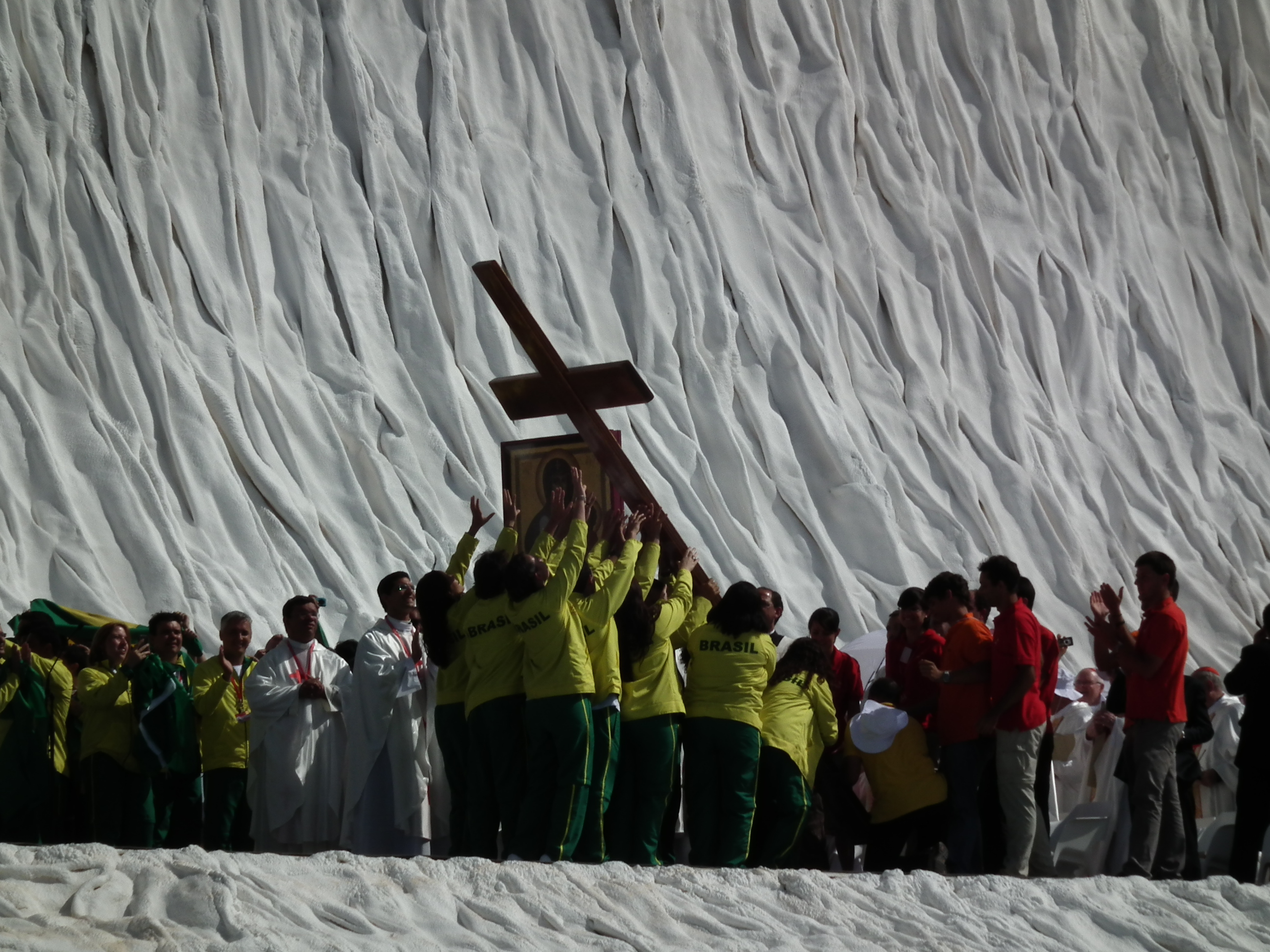
Młodzi Brazylijczycy przejmują od Hiszpanów Krzyż Światowych Dni Młodzieży, 21 sierpnia 2011, Madryt

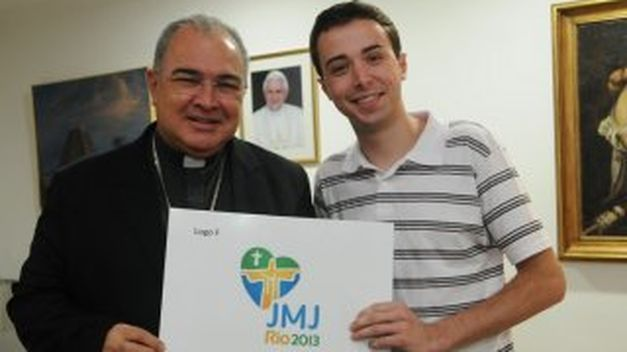
Arcybiskup Rio de Janeiro Orani João Tempesta i autor loga ŚDM

28. Światowe Dni Młodzieży – spotkanie młodych katolików, które odbyło się 23–28 lipca 2013 r. w brazylijskim Rio de Janeiro. Informację tę podał papież Benedykt XVI podczas mszy kończącej 26. Światowe Dni Młodzieży w Madrycie. Hiszpańska młodzież przekazała Krzyż Światowych Dni Młodzieży reprezentantom Brazylii. 18 września 2011 r. Krzyż i Ikona Matki Bożej dotarły do Brazylii. Ich peregrynacja po całym kraju rozpoczęła się od archidiecezji São Paulo, a 9 lipca 2013 dotarły do Rio de Janeiro.
Były to drugie ŚDM na kontynencie południowoamerykańskim – po 2. ŚDM z Buenos Aires z 1987 r. Światowe Dni Młodzieży 2013 były pierwszą z międzynarodowych imprez zaplanowanych w Rio de Janeiro, poprzedzą Mistrzostwa Świata w Piłce Nożnej oraz Letnie Igrzyska Olimpijskie.
Udział w ŚDM był celem pierwszej podróży apostolskiej papieża Franciszka, który oprócz udziału w głównych wydarzeniach odwiedził sanktuarium maryjne w Aparecida.

## Hasło przewodnie i symbolika
Mottem przewodnim Dni były słowa z Ewangelii Mateusza: „Idźcie więc i nauczajcie wszystkie narody” (Mt 28,19). W lutym 2012 ogłoszono logo Światowych Dni Młodzieży, które przedstawia sylwetkę Chrystusa Odkupiciela (Cristo Redentor) otoczone kształtem bijącego serca w kolorach narodowych Brazylii. Hymnem była natomiast pieśń Esperança do Amanhecerion (wersja polska: Nadzieja poranka).

## Patroni[11]
Patronami tej edycji ŚDM zostali:
- Matka Boża z Aparecidy
- Święty Sebastian
- Antoni od św. Anny Galvão
- Teresa z Lisieux
- Jan Paweł II.

Za orędowników zostali uznani: Róża z Limy, Piotr Jerzy Frassati, Chiara Luce Badano, Antoine-Frédéric Ozanam, Adyliusz Daronch, Teresa od Jezusa z Andów, Józef Anchieta, Izydor Bakanja, Siostra Dulce, święty Jerzy, Laura Vicuña, Andrzej Kim Tae-gŏn i jego towarzysze oraz Albertyna Berkenbrock.

## Program i przebieg głównych wydarzeń[12][13][14]

### Tydzień Misyjny
Główne obchody poprzedził Tydzien Misyjny (od 16 do 20 lipca), czyli uroczystości religijne i wydarzenia kulturalne w brazylijskich diecezjach.

### Festiwal Młodych
Od 23 do 25 lipca w godzinach wieczornych w różnych częściach miasta odbywał się Festiwal młodych, czyli artystyczno-rozrywkowa część ŚDM.

### Katechezy biskupów
Od 24 do 26 lipca w godzinach przedpołudniowych biskupi z różnych krajów wygłaszali katechezy dla poszczególnych grup językowych młodzieży. Zorganizowanych było 800 katechez w 30 różnych językach w 273 miejscach na terenie Rio de Janeiro. Najwięcej katechez skierowanych było do uczestników portugalskojęzycznych i hiszpańskojęzycznych.

### Przebieg głównych wydarzeń

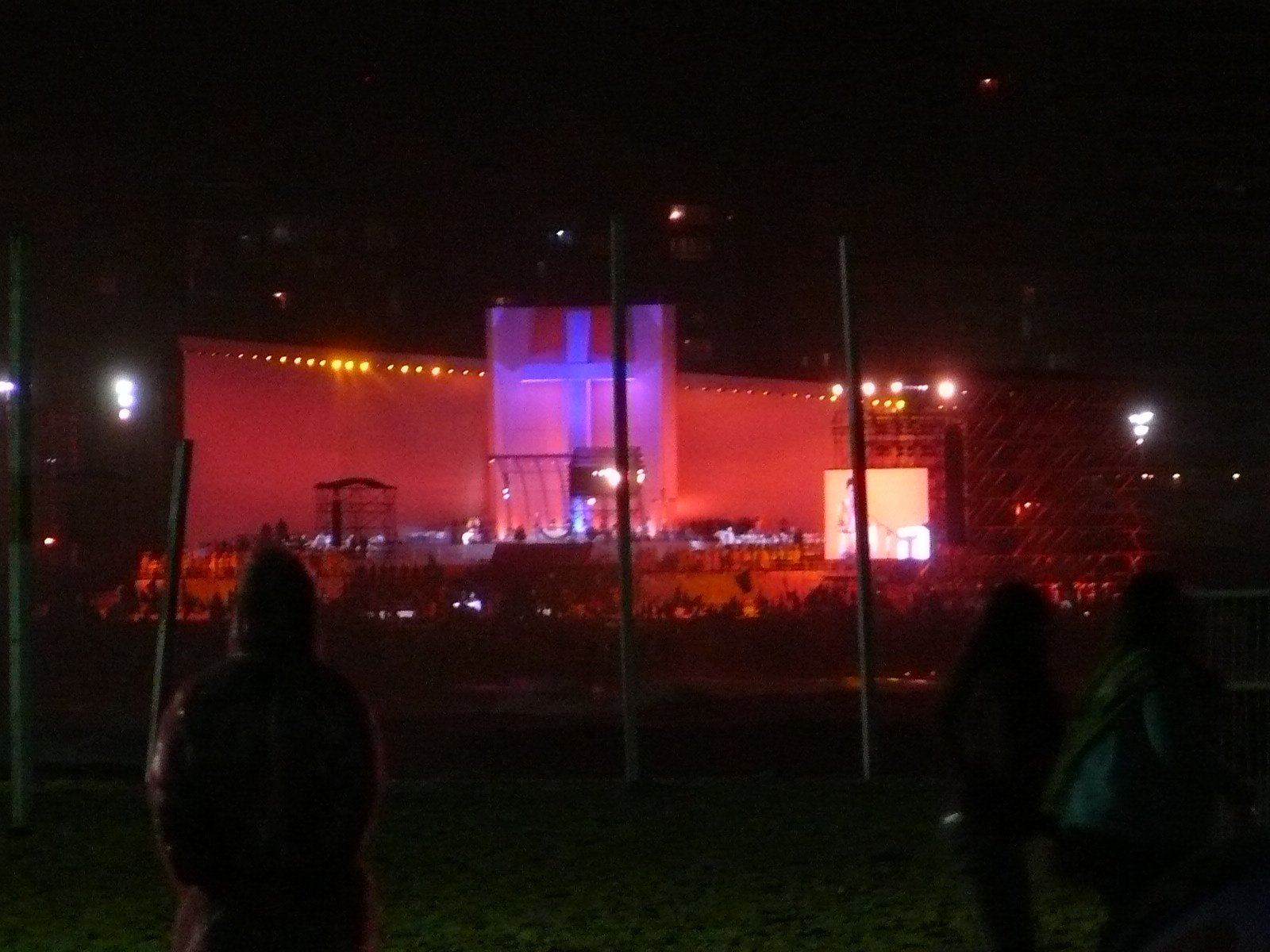
Plaża Copacabana – miejsce głównych uroczystości

#### 23 lipca (wtorek) – msza inaugurująca
Mszę otwierającą ŚDM odprawił arcybiskup Rio de Janeiro Orani João Tempesta na plaży Copacabana. Wzięło w niej udział co najmniej 400 tysięcy uczestników. Arcybiskup Tempesta rozpoczął homilię od słów: „Rozpoczynamy Światowy Dzień Młodzieży Rio 2013. Witajcie wszyscy! Dzięki waszej obecności to cudowne miasto stało się jeszcze piękniejsze. Ogarnia nas wielka radość, bo jesteście tutaj”. Ponadto wezwał młodych, by tworzyli nowe pokolenie ludzi żyjących wiarą i przekazali ją następnemu, do entuzjastycznego uczestniczenia we wspólnocie, będącego okazją do świadczenia o tym, że możliwy jest świat współdzielony z innymi ludźmi. Po mszy głos zabrał przewodniczący Papieskiej Rady ds. Świeckich kard. Stanisław Ryłko, który zwrócił się do młodych: To On [Chrystus Odkupiciel] jest prawdziwym bohaterem tego wydarzenia! Jego serce bije nieskończoną miłością do każdego z was, a Jego otwarte ramiona są gotowe do przyjęcia was wszystkich. Podczas ŚDM pozwólcie objąć się Chrystusowi! Powierzcie Mu każde swoje pragnienie, wasze plany na przyszłość, najgłębsze wasze radości. Powierzcie Mu także najtrudniejsze wybory, jakich macie dokonać, swoje lęki i niepokoje, mieszkające w waszych młodych sercach.

#### 25 lipca (czwartek) – spotkanie z papieżem na Copacabanie

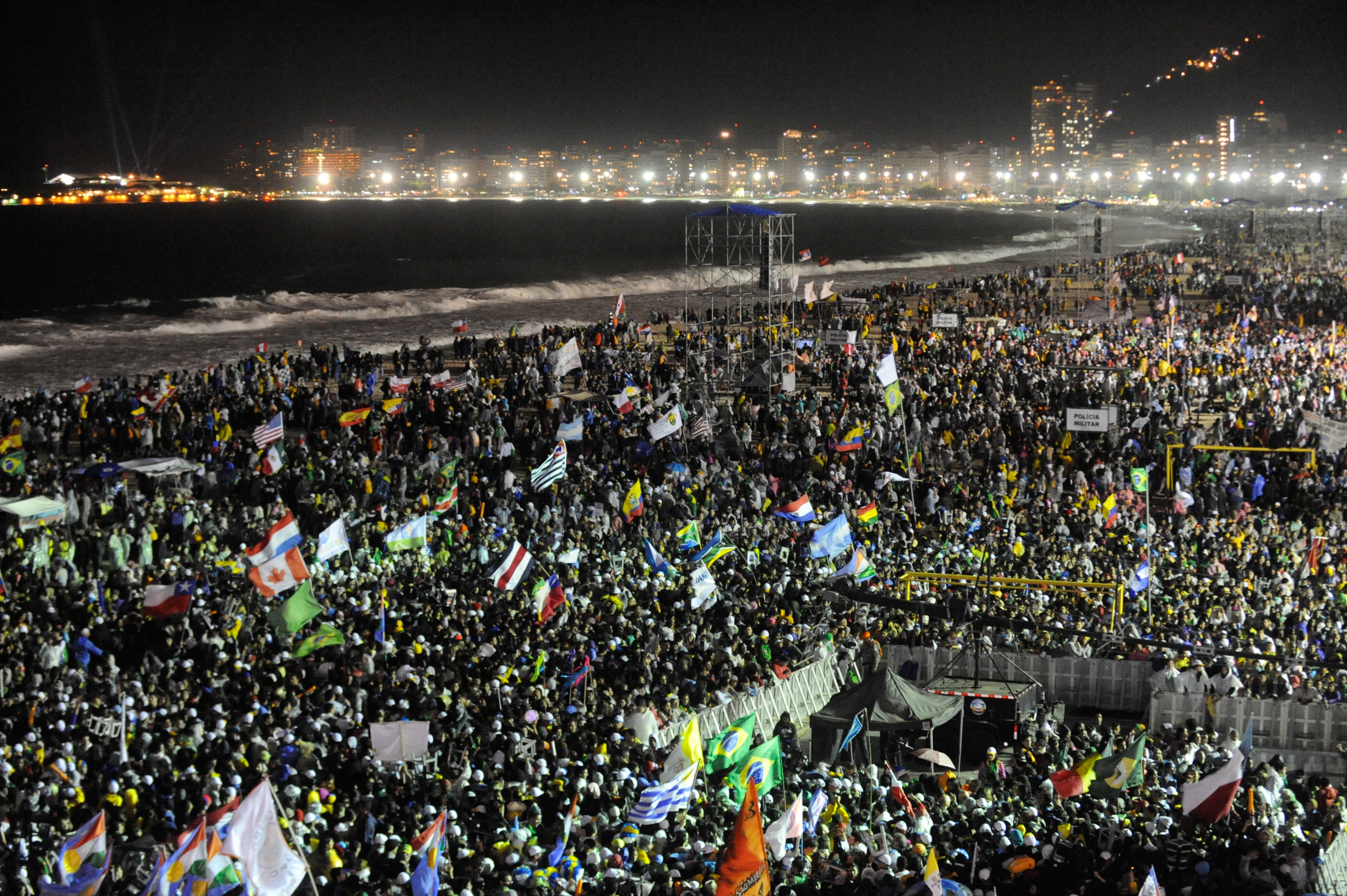
Tłumy uczestników zgromadzonych na plaży Copacabana, 25 lipca 2013

25 lipca na plaży Copacabana odbyło się powitanie papieża Franciszka przez uczestników ŚDM. Wzięło w nim udział około miliona osób. Papież rozpoczął spotkanie od chwili ciszy i modlitwy w intencji ofiar wypadku autokaru z uczestnikami ŚDM z Gujany Francuskiej. Następnie powiedział, że przeżywany obecnie Rok Wiary zachęca do odnowienia zaangażowania chrześcijańskiego. Franciszek stwierdził, iż przybył, aby umocnić młodych w wierze w Chrystusa, ale także aby jego samego „umocnił entuzjazm wiary”.

#### 26 lipca (piątek) – droga krzyżowa

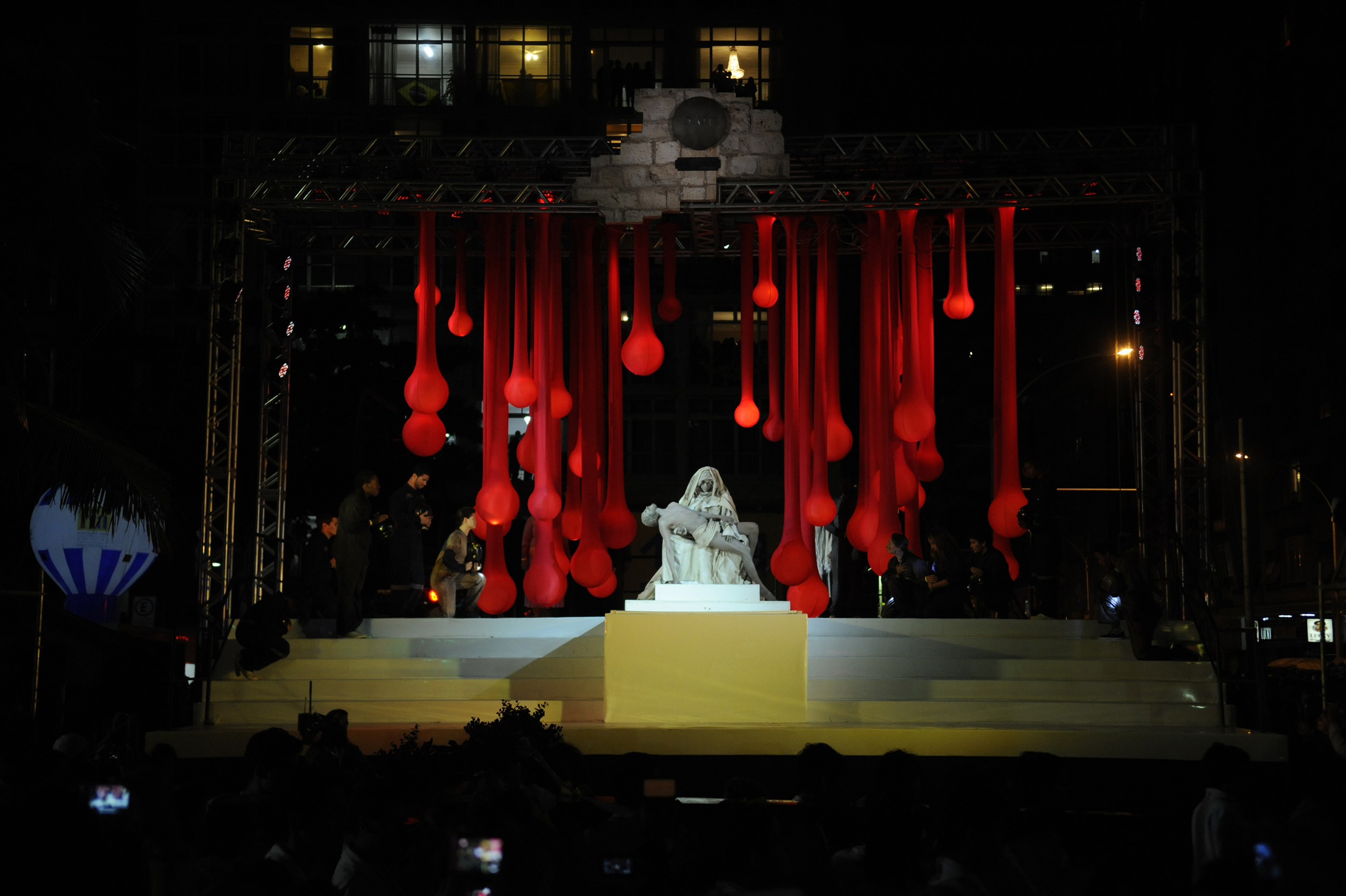
XIII stacja drogi krzyżowej

26 lipca na Copacabanie z udziałem papieża i ponad miliona osób odbyło się nabożeństwo drogi krzyżowej. Stacje drogi krzyżowej, przypominające elementy zabudowy Jerozolimy z czasów Jezusa, były rozmieszczone na odcinku kilometra wzdłuż plaży. Od stacji do stacji przemieszczała się grupa młodych ludzi z krzyżem ŚDM. Przy każdej z nich odgrywano odpowiednią scenę, związaną z tematyką stacji. Rozważania dotyczyły różnych kwestii m.in.: uzależnienia, godność kobiet, emigracja czy media społecznościowe. Na zakończenie do młodych zwrócił się Franciszek, który powiedział, że przez krzyż Jezus łączy się ze wszystkimi, którzy cierpią: rodzinami, zmagającymi się z trudnościami, ludźmi głodującymi, prześladowanymi z powodu religii, koloru skóry czy wyznania. Dodał także, że przez krzyż Jezus łączy się i z ludźmi młodymi, którzy utracili wiarę w Kościół, a nawet w Boga z powodu braku konsekwencji chrześcijan i sług Ewangelii.

#### 27 lipca (sobota) – wieczorne czuwanie modlitewne

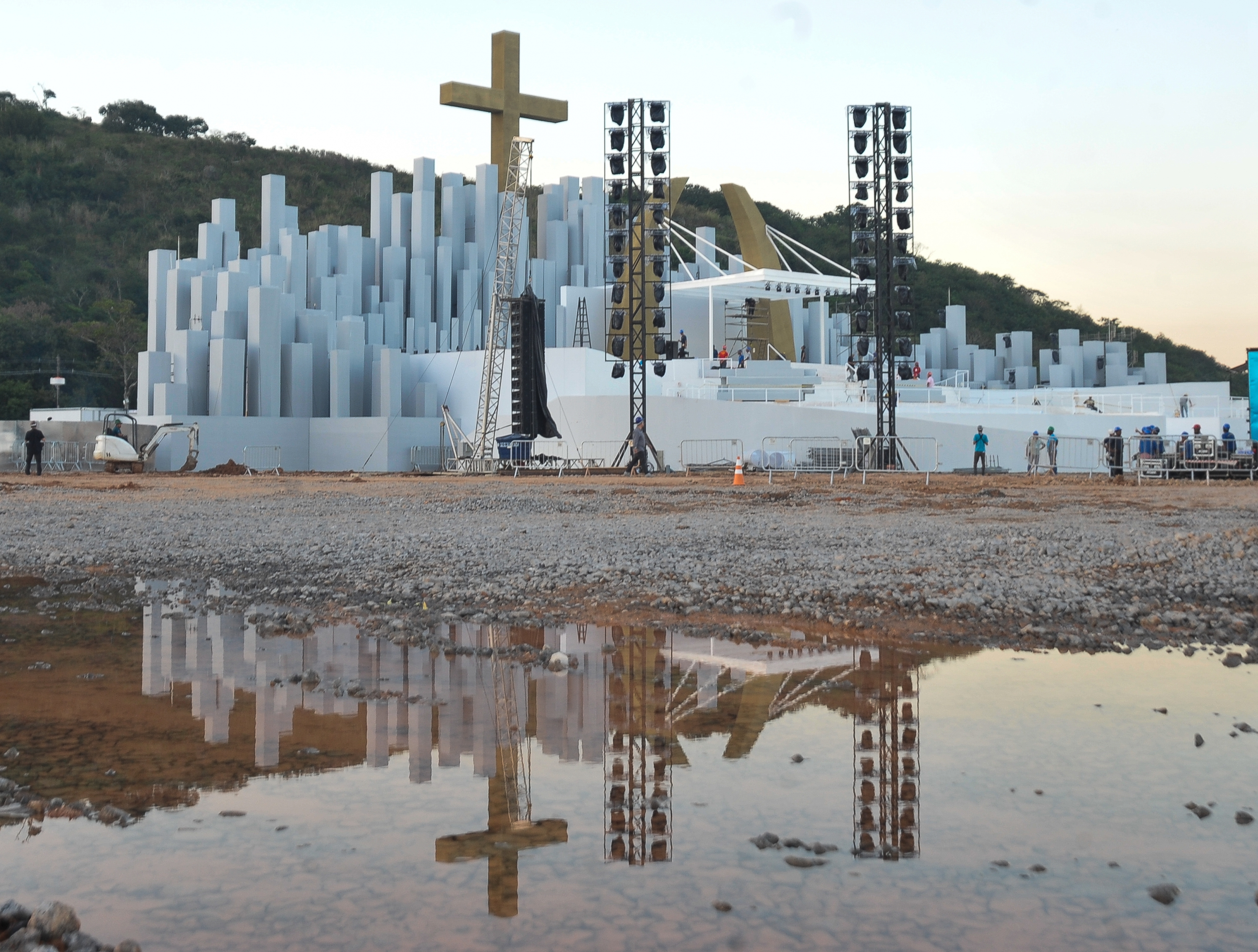
Campus Fidei – miejsce finałowych wydarzeń ŚDM

Wieczorem 27 lipca na Copacabanie odbyło się całonocne spotkanie modlitewne z udziałem 3 milionów osób. Pierwotnie spotkanie planowano w Campus Fidei w dzielnicy Guaratiba, jednak z powodów warunków pogodowych organizatorzy postanowili przenieść je na Copacabanę.
W swoim rozważaniu skierowanym do młodych papież porównał życie chrześcijanina do sportu: Myślę, że większość z was kocha sport. I tu w Brazylii, jak w innych krajach, piłka nożna to narodowa pasja. Wskazał też, że każdy zawodnik, by utrzymać się w składzie, musi ciężko trenować i dodał: Jezus zaprasza nas, byśmy grali w Jego drużynie. Podkreślił także, że dobrą formę chrześcijanin może utrzymać jedynie przez modlitwę, dialog z Bogiem, sakramenty i życie zgodne z nauczaniem Chrystusa. Po zakończeniu przemówienia Franciszek przewodniczył adoracji eucharystycznej.

#### 28 lipca (niedziela) – msza kończąca ŚDM

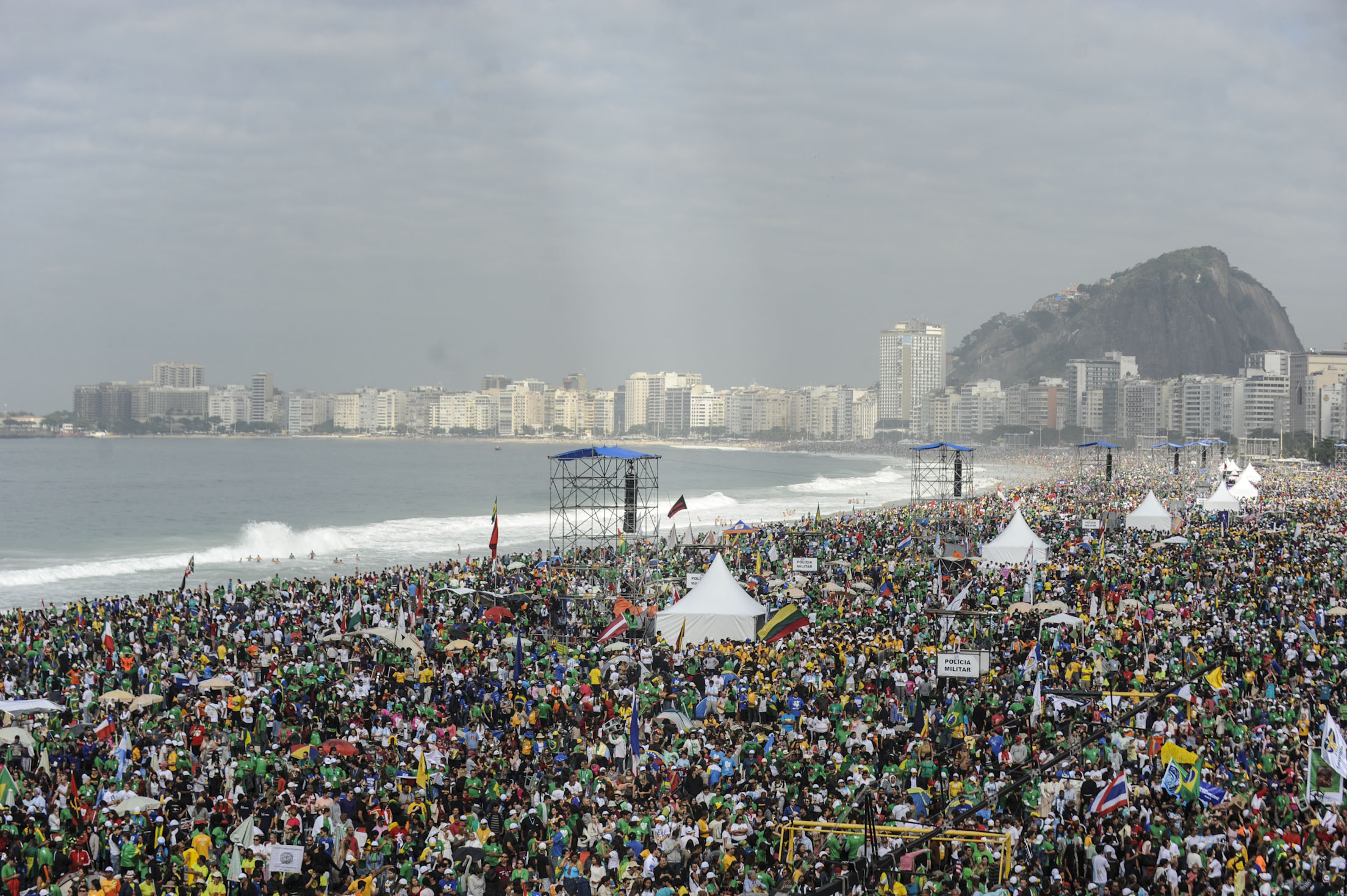
Uczestnicy mszy kończącej ŚDM na Copacabanie, 28 lipca 2013

28 lipca na plaży Copacabana miała miejsce msza kończąca (podobnie jak wieczorne czuwanie modlitewnie – msza była planowana w Campus Fidei w dzielnicy Guaratiba) pod przewodnictwem papieża Franciszka.
Franciszek zaapelował do zgromadzonych młodych, aby wyzwolili się z niepotrzebnych obaw, bo to sam Chrystus idzie przed nimi i ich prowadzi na misję. Papież podkreślił też, że ewangelizacja jest służbą, pokonaniem naszych egoizmów: Niesienie Ewangelii jest niesieniem mocy Boga, aby wykorzeniać i niszczyć zło i przemoc, aby burzyć i obalać bariery egoizmu, nietolerancji i nienawiści, aby budować nowy świat. Jezus Chrystus na was liczy! Kościół na was liczy! Papież na was liczy!.
Po mszy papież odmówił modlitwę Anioł Pański i ogłosił, że kolejne Światowe Dni Młodzieży odbędą się w 2016 w Krakowie.
We mszy wzięło udział około 3,7 miliona osób.
Tego samego dnia odbyło się spotkanie papieża z wolontariuszami pracującymi przy organizacji uroczystości, podczas którego podziękował im za zaangażowanie.

## Liczba uczestników
Oficjalnie zarejestrowano 355 tysięcy uczestników ze 175 krajów, z czego najliczniejsi byli Brazylijczycy (220 tysięcy). Poza tym do liczniejszych grup zaliczyli się młodzi z Argentyny (23 tysiące), USA (10,8 tysiąca), Chile (9,2 tysiąca) i Włoch (7,7 tysiąca) i Wenezueli (6,6 tysiąca). 56% uczestników stanowią kobiety, a 75% to osoby w przedziale wiekowym (14–25 lat). Ponadto przy organizacji wydarzeń pracowało 60 tysięcy wolontariuszy.
Ostatecznie w wydarzeniach wzięło udział 3,7 miliona osób, co czyni tę edycję drugą pod względem liczby uczestników po Światowych Dni Młodzieży 1995 w Manili.

## Obsługa medialna i transmisje
ŚDM były relacjonowane przez około 5500 dziennikarzy, w tym 2000 przedstawicieli mediów zagranicznych. Transmisje przeprowadziło ponad 900 rozgłośni radiowych w Brazylii i Ameryce Łacińskiej, a także wiele stacji telewizyjnych (brazylijskie: Rede Vida, Canção Nova, TV Aparecida, Século 21, Band, Rede Record, SBT, TV Cultura, EBC, Rede TV, Portal Terra, Estadão i telewizja publiczna oraz zagraniczne, m.in.: KTO, CTV, RAI, EWTN, Salt and Light TV, Telewizja Polska i Telewizja Trwam).